# Lucienne Berthieu
Lucienne Claudine Berthieu-Poiraud (sinh ngày 31 tháng 3 năm 1978 tại Douala) là một cầu thủ bóng rổ nữ người Pháp gốc Cameroon. Cô chơi ở WNBA tại Hoa Kỳ từ năm 2002 – 2004 với đội Cleveland Rockers và Houston Comets. Trong 43 trò chơi, cô ghi trung bình 3 điểm và 1,7 rebound mỗi trận. Cô chơi bóng rổ đại học tại Đại học Old Dominion và quốc tế với Pháp. Cô ấy sống ở Rennes.